# 东俄洛南星
东俄洛南星（学名：Arisaema souliei）为天南星科天南星属的植物，为中国的特有植物。分布在中国的四川等地。